# الجزایر و سلاح‌های کشتار جمعی
در سال ۱۹۹۱، ایالات متحده گزارش داد که اطلاعاتی از ساخت یک رآکتور هسته‌ای در الجزایر بدست آمده‌است. واشینگتن تایمز این کشور را متهم کرد که آن‌ها با کمک دولت چین در حال ساخت سلاح‌های هسته ای‌اند. دولت الجزایر پذیرفت که در حال ساخت نیروگاه هسته ای است اما هرگونه مخفی کاری برای هدف‌های نظامی را رد کرد.
در نوامبر ۱۹۹۱ به دلیل فشارهای بین‌المللی، الجزایر نیروگاه را زیر نظر آژانس بین‌المللی انرژی اتمی برد و در ژانویهٔ ۱۹۹۵ پیمان‌نامه منع گسترش سلاح‌های هسته‌ای را امضا کرد و کنوانسیون بین‌المللی منع جنگ‌افزارهای شیمیایی به تصویب رسید. در اوت سال ۲۰۰۱ الجزایر کنوانسیون بین‌المللی منع جنگ‌افزارهای میکروبی را تصویب کرد.